# Ciseau de menuisier

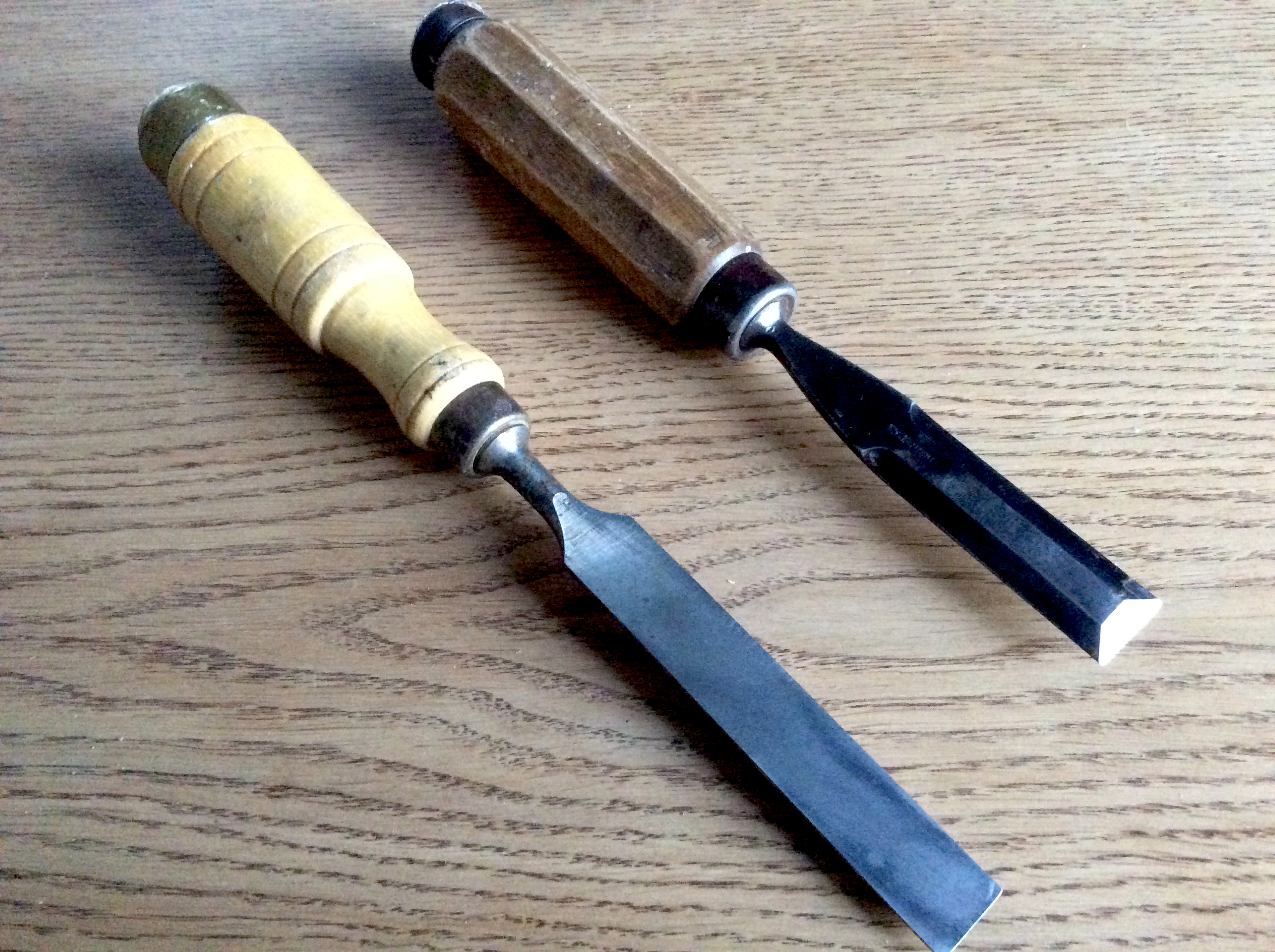
Ciseau de menuisier

Le ciseau de menuisier est un outil de coupe qui permet la confection d'entailles dans le bois à l'aide d'un maillet. Il sert notamment à enlever de la matière progressivement.

## Description
Le ciseau à bois est constitué d’une lame en acier affutée à son extrémité par un biseau donnant un angle variant entre 20 et 30 degrés. L’autre extrémité de la lame s’insère dans un manche, axé sur la lame, par l’intermédiaire d’une soie.
Les dimensions de la lame varient suivant l’usage. D’une largeur comprise entre 3 et 60 millimètres, sa section peut être rectangulaire, trapézoïdale ou biseautée.
Le tranchant de l’outil est assuré par le biseau et la face opposée au biseau nommée planche ou glace. Ces deux surfaces, formant l’angle de bec, doivent être parfaitement planes et être en parfait état pour permettre une bonne pénétration du ciseau dans la matière, en tout sens par apport aux fibres du bois. Il est important d’entretenir cet outil par un affutage minutieux pour qu’il soit maniable et efficace.